# Región de Savinia
La región de Savinia (en esloveno Savinjska regija) es una de las doce regiones estadísticas en las que se subdivide Eslovenia. En diciembre de 2005, contaba con una población de 257.375 habitantes.
Se compone de los siguientes municipios:
- Bistrica ob Sotli
- Braslovče
- Celje
- Dobje
- Dobrna
- Gornji Grad
- Kozje
- Laško
- Ljubno
- Luče
- Mozirje
- Nazarje
- Podčetrtek
- Polzela
- Prebold
- Radeče
- Rogaška Slatina
- Rogatec
- Solčava
- Slovenske Konjice
- Šentjur
- Šmarje pri Jelšah
- Šmartno ob Paki
- Šoštanj
- Štore
- Tabor
- Velenje
- Vitanje
- Vojnik
- Vransko
- Zreče
- Žalec